# Itata
Itata là một chi nhện trong họ Salticidae.